# Sindromul alienării părintești
Sindromul alienării părintești (sau parentale) propus de profesorul american de psihiatrie Richard A. Gardner (1931 - 2003) se referă la activitatea de denigrare sistematică a unui părinte de către celălalt părinte sau rudele apropiate ale ultimului, cu intenția alienării (înstrăinării sau îndepărtării din punct de vedere afectiv) a copiilor de celălalt părinte. Termenul de "sindrom" este frecvent folosit  fără ca acesta să fie însă recunoscut ca afecțiune, necorespunzând definiției noțiunii de sindrom. 
În general, scopul alienării este câștigarea sau păstrarea custodiei copilului de către părintele alienator, fără implicarea părintelui alienat, prin excluderea acestuia din urmă. Activitatea cu scopul de înstrăinare se poate extinde și asupra familiei părintelui alienat, precum și asupra prietenilor și apropiaților săi.
Concret, alienarea înseamnă că prin gânduri, acțiuni și maniere verbale sau non-verbale un copil este abuzat emoțional, îndoctrinat (prin tertipuri verbale), cu scopul de a crea ostilitate împotriva acestuia. Celălalt părinte prezentat copiilor in mod defavorabil de către alienator, comportament influențat de diverse scopuri ale acestuia din urmă, e.g. pentru a restricționa sau scurta vizitele copiilor la părintele alienat, pentru a controla activitățile pe care le desfășoară copilul in compania celuilalt părinte, etc. Fenomenul alienării parentale este o formă de abuz emoțional asupra copiilor în fața căruia aceștia nu se pot apăra. Acest fenomen apare indiferent de sexul alienatorului (dacă este mama sau tata), de vârstă (bunicii copilului pot fi alienatori foarte înverșunați) sau nivelul de educație al alienatorului.

## Documentarea teoretică
În urma propunerii conceptului de către Gardner, modelul a fost dezvoltat de către M. Walsh și J.M. Bone  pentru ca Douglas Darnall să îl dezvolte prin identificare a trei tipuri de alienatori . Sindromul de alienare este încă controversat  ca diagnostic psihiatric deși un fenomen de alienare este cvasirecunoscut. Deși catalogarea fenomenului de alienare a unui copil de către părinte drept sindrom sau tulburare este încă controversată, PAS a fost acceptat de mulți profesioniști și de multe instanțe din SUA, Canada, Australia și Europa 

## Manifestări
Părintele obsedat de alienare are de obicei un scop: atragerea prin manipulare a copiilor de partea sa astfel încât să lupte împreună într-o campanie de distrugere a relației cu celălalt părinte. Este vorba de un proces care cere timp, iar copiii, mai ales cei aflați la vârste mici, sunt complet neajutorați pentru a înțelege ce li se întâmplă și pentru a se apăra. Acest proces începe de multe ori încă din timpul căsătoriei.  

## Cauze
Părintele obsedat este nervos și se simte trădat de către celălalt părinte. S-ar putea ca motivele inițiale ale acestei stări de furie să fie justificate. Respectivul părinte poate să fi fost abuzat verbal sau fizic, violat, înșelat sau ruinat financiar de către celălalt părinte. Problemele apar atunci când aceste sentimente nu se vindecă, ci devin și mai intense. Simplul vorbit sau vederea celuilalt părinte este o amintire a trecutului și declanșează sentimentul de ură. Sunt prinși într-o capcană din care nu pot ieși sau nu se pot vindeca.

## Simptome primare
Copiii care sunt implicați in alienarea parentală pot prezenta unul sau mai multe din următoarele caractere: 
- participa voluntar sau involuntar la campania de denigrare;
- prezinta explicații vagi, uneori absurde, referitor la motivele denigrării;
- lipsa de ambivalență (sigur nu e prezență de ambivalență?!);
- fenomenul de „gânditor independent”(concept neclar)
- este părtinitor cu părintele alienator în conflict;
- lipsa sentimentelor de culpă pentru denigrarea și îndepărtarea unui părinte;
- prezinta idei similare cu cele ale părintelui alienator;
- prezintă animozitate față de prietenii și familia extinsă a părintelui înstrăinat.

## Sindromul alienării parentale, formă de abuz emoțional
Sindromul alienării parentale este considerat o formă de abuz emoțional deoarece rezultatul său este privarea copilului de o relație afectuoasă cu unul dintre părinți. 
- părintele alienator condiționează copilul, îi oferă îngrijire în funcție de comportamentul pe care îl pretinde;
- părintele alienator retrage afecțiunea datorată copilului atunci când acesta nu participă la campania de denigrare;
- părintele alienator are așteptări nerealiste de la copil; nu este firesc să se pretindă unui copil să coopereze la campania de denigrare contra celuilalt părinte. Riscul este ca acesta să devină confuz, tensionat, frustrat;
- responsabilizarea prematură a copilului; acestuia i se pretinde să memoreze o mare varietate de neajunsuri suferite din partea părintelui, să aducă acestuia false acuzații de abuz;
- supra-protecția copilului; acesta e făcut să creadă că orice contact cu celălalt părinte este periculos. Creează anxietate copilului și accentuează dependența acestuia de părintele alienator.

## Caracteristicile părinților alienatori
Caracteristicile părinților obsedați cu privire la alienarea copilului față de celălalt părinte: 
- Sunt obsedați de distrugerea relației copilului cu celălalt părinte;
- Încearcă să restricționeze comunicarea și accesul copilului la celălalt părinte, precum și cu rudele și apropiații acestuia;
- Încearcă să reducă la minim durata și frecvența interacțiunilor dintre copil și celălalt părinte;
- Încearcă să obțină hotărâri judecătorești care să blocheze accesul celuilalt părinte la copil. Aceste decizii ar confirma astfel faptul că el sau ea au avut dintotdeauna dreptate;
- Caută să inducă în copii propria lor credință și personalitate în legătură cu celălalt părinte, copilul le va imita comportamentul și va ajunge să repete ca un papagal argumentele rostite de părintele obsedat și nu își va exprima propriile sentimente față de experiențele trăite cu celălalt părinte;
- Va percepe ca dușman pe orice persoană care încearcă să îi convingă de contrariul convingerilor cu privire la părintele obsedat;
- Se consideră victime ale celuilalt părinte și de aceea li se pare că este justificat tot ceea ce fac pentru a-și apăra legătura exclusivă cu copilul;
- Nu vor dori să citească documentele legale care emit decizii împotriva convingerilor lor sau le vor interpreta abuziv cu scopul de a pedepsi pe celălalt părinte (fostul soț / fosta soție).

## Grupul de suport al alienatorului
- Adesea ei vor căuta suport la alți membrii din familie sau din alte grupuri, persoane care le împărtășesc credința că ei sunt de fapt niște victime ale celuilalt părinte și ale sistemului. Bătălia devine una de tipul „noi contra lor”. Acești susținători apar pe post de martori în timpul proceselor, deși ei nu au avut vreo experiență negativă cu privire la celălalt părinte.

## Sindromul Stockholm în cazul copiilor alienați parental
Sindromul Stockholm se întâlnește deseori în cazul copiilor alienați parental de către părintele cu care locuiesc: copiii încep în a se identifica cu părintele alienator datorită unui mecanism defensiv, din teama de violentă sau, în cazul copiilor de vârste mici, din teama de a pierde părintele de care s-au atașat emoțional  sau care le este apropiat sau le ofera protectie, inclusiv sub forma de sechestru. Sindromul Stockholm este termen medical recunoscut în legislația românească secundară, începând cu anul 2011

## Tratament și prevenire
Se recomandă ca o dată ce simptomele sunt identificate (cu cât mai devreme cu atât mai bine) să se propună activități și sprijin din partea psihologilor pentru a preveni tulburarile secundare in dezvoltarea copilului. O măsură considerată ca fiind foarte adecvată este cea a creșterii duratei interacțiunilor dintre părintele țintă și copilul alienat.

## Recunoaștere de către specialiști
Fenomenul alienării parentale este din ce în ce mai cunoscut și recunoscut de către specialiștii români și cei din străinătate, existând o literatură bogată pe această temă. În prezent există un grup de lucru global privitor la alienarea parentală, grup condus de către prof. William Bernet, M.D., psihiatru judiciar și profesor emerit al Universității Vanderbilt din SUA. Ca urmare a eforturilor grupului ante-menționat, DSM-5 descrie în prezent fenomenul alienării parentale (nu e inca definit ca sindrom). Fenomenul alienării parentale și de către organizațiile profesionale ale psihologilor din România. . Există trei enciclopedii care recunosc fenomenul alienării părintești: Enciclopedia ceretărilor medico-legale, Enciclopedia Psihologiei Clinice și respectiv Enciclopedia Psihologiei Clinice Corsini

## Recunoaștere de către justiția română
Vedeți și pagina Jurisprudență privitoare la alienarea parentală
Deși acest sindrom este mai puțin cunoscut există câteva decizii judecătorești ale instanțelor române sau ale CEDO care au recunoscut fenomenul alienării parentale. 
- "S-a afirmat de către reclamant că opoziția constantă a mamei pârâte la existența legăturilor personale dintre el și minoră constituie un comportament tipic pentru 'sindromul alienării părintești'. Această caracterizare fiind una de specialitate, instanță nu se poate pronunța în lipsa unei evaluări psihologice dacă pârâta și deci minora suferă în mod real de această afecțiune deoarece legea nu permite, iar pârâta a refuzat să se prezinte pe sine și copilul. Singurul lucru pe care instanța îl poate face este acela de a constată că din probele administrate rezultă că pârâta are un astfel de comportament." Sentința Civilă nr. 2969 din 21.03.2008, dosar NR. 9267/197/2006, Judecătoria Brașov[14].
- "După un raport fără dată, furnizat de către Guvern și stabilit de către psihologii care au participat la întâlnirile reclamantului cu copilul său, acesta din urmă manifesta o oarecare reticență față de tatăl lui la începutul întâlnirilor, dar de fiecare dată, cu ajutorul jocurilor, relațiile s-au îmbunătățit. Totuși, copilul refuza să petreacă o săptămână întreagă cu tatăl său. După un alt raport stabilit de aceeași psihologi și depus de către reclamant, atitudinea de reticență a copilului era rezultatul influenței mamei care, în mod indirect, îi precizase la început că îi este interzis să se bucure de prezența tatălui său." (CEDO, Cauza Lafargue vs. România).
- "În realitate, se observă că modul în care mama a gestionat situația până în prezent contravine fundamental interesului superior al copilului, contribuind la accentuarea separării celor doua fetite de tatăl lor, cu riscul de a o face ireversibilă [...] Din discuția purtată cu cele doua minore, se desprinde concluzia că fetele se simt vinovate să-și manifeste afecțiunea față de tatăl lor, întrucât acesta a fost rău cu mama [...] Deși fetele declară sincer că își iubesc tatăl, se străduiesc din răsputeri să ascundă aceste sentimente pentru a nu-și răni mama, pe care o consideră victimă în relația cu tatăl lor. [...] obligația de a facilita menținerea și dezvoltarea unor relații de familie armonioase cu ambii părinți, dar și cu bunicii paterni, sunt doar câteva exemple de obligații pozitive pe care mama nu le-a respectat, punând copii într-o situație intolerabilă și transferând asupra acestora o responsabilitate disproporționată față de vârsta lor. [...] cele două fetite [...] încearcă să elimine orice urmă de dorință de a locui cu tatăl său, exprimându-și loialitatea față de mama care se străduiește să facă tot ce e mai bun fără a putea da un minim exemplu de ce consideră fetița că este mai bun." [15]

## Recunoaștere în legislația românească[16]
- Sindromul Stockholm (care reprezintă reflexia asupra copilului a fenomenului de alienare părintească) este recunoscut ca atare în legislația românească secundară, începând cu anul 2011[7]
- Fenomenul alienării părintești este recunoscut prin definiția dată de către legea Legea nr. 217/22 mai 2003 (*republicată*) pentru prevenirea și combaterea violenței în familie*) publicată în MO nr. 365 din 30 mai 2012: "violența socială - impunerea izolării persoanei de familie, de comunitate și de prieteni, interzicerea frecventării instituției de învățământ, impunerea izolării prin detenție, inclusiv în locuința familială, privare intenționată de acces la informație, precum și alte acțiuni cu efect similar;"

## Recunoaștere în jurisprudența și legislația internațională
- Sindromul alienării părintești este recunoscut de către Brazilia care în anul 2010 a emis prima lege privitoare la alienarea părintească[17].[18][19]. Practica judecătorească din multe state ale SUA[20][21], America Latină[22] și din Europa[23] recunosc acest fenomen de alienare parentală totuși acest sindrom nu este general acceptat de instanțe, mai ales în Europa. Fenomenul alienării parentale este recunoscut de către Curtea Europeană a Drepturilor Omului[24] [25], inclusiv în cauze în care a fost implicat statul român[26].

## Cauze CEDO care recunosc PAS
- Cauza Koudelka vs. Cehia (petiția numărul: 1633/05, decizia din 20 iulie 2006) link
- Cauza Zavrel vs. Cehia (petiția numărul: 14044/05, decizia din 18 aprilie 2007) link[nefuncțională]

## Recunoașterea PAS de către organele judiciare ale altor state
Un document deosebit de interesant (tradus în limba română) este reprezentat de indexul de și citări legale ale fenomenului de alienare părintească, preluat de pe situl Dr. Warshak. Documentul original este disponibil în limba engleză și ca traducere în limba română. Fenomenul alienării parentale este considerat ca trecând "testul Frye", standard minimal de verificare a mărturiilor specialiștilor americani în fața justiției. 

## Cazuri celebre
- Cazul David Bryan
- Cazul R.R. (copil scos ilegal din țară)
- Cazul U.[nefuncțională]
 (instanța de apel a reîncredințat tatălui copii în baza observării fenomenului de alienare părintească la mamă)
- Cazul lui Razvan Arhivat în 11 februarie 2010, la Wayback Machine. (copil scos ilegal din țară)